# Loxocera primigena
Loxocera primigena är en tvåvingeart som beskrevs av Shatalkin 1998. Loxocera primigena ingår i släktet Loxocera och familjen rotflugor. Inga underarter finns listade i Catalogue of Life.